# Tang Yuanting
Tang Yuanting (en xinès: 唐渊渟; n. 2 d'agost de 1994) és una esportista xinesa que competeix en bàdminton en la categoria de dobles.